# People Like Us
People Like Us (lidé jako my) je třetí singl americké zpěvačky a textařky Kelly Clarkson z jejího alba s největšími hity Greatest Hits: Chapter One. Singl napsali Meghan Kabir, James Michael, Blair Daly a produkoval ho Greg Kurstin.
Singl se umístil na vrcholu žebříku Hot Dance Club Songs a v top 40 v Kanadě, Novém Zélandu, Slovensku, Severní Koreji, Ukrajině a Belgii.

## Videoklip
Video pro People Like Us režíroval Chris Marrs Piliero, bylo natočeno 9. dubna 2013 v laboratoři v Severní Pasadeně a premiéru si odbyl 28. května 2013 na kanálu Vevo.
Video bylo nominováno na MTV Video Music Award v kategorii Best Video with a Message (nejlepší video s poselstvím).

## Živé vystoupení
Clarkson odpremiérovala singl ve dvanácté řadě American Idol 11. dubna 2013.

## Hitparáda
| Země                 | Umístění |
| -------------------- | -------- |
| Austrálie            | 46       |
| Belgie               | 14       |
| Kanada               | 28       |
| Slovensko            | 35       |
| Nový Zéland          | 25       |
| Severní Korea        | 14       |
| Velká Británie       | 188      |
| USA                  | 65       |
| Hot Dance Club Songs | 1        |